# Abd-al-Màlik ibn Úmar
Abd-al-Màlik ibn Úmar (àrab: عبد الملك بن عمر, ʿAbd al-Malik ibn ʿUmar) (? - 788) fou un militar andalusí.
Fill del califa omeia Úmar ibn Abd-al-Aziz, fou visir de l'emir de Qúrtuba Abd-ar-Rahman I ad-Dàkhil, que el va nomenar governador d'Ixbíliya i Saraqusta en premi als seus mèrits.
En 759 va derrotar Yússuf al-Fihrí i el seu lloctinent, as-Sumayl ibn Hàtim al-Kilabí, en la batalla d'Almuñécar. Quan, el 774, el governador de Saraqusta, Hussayn ibn Yahya al-Ansarí, va participar en una conspiració anti-omeia duta a terme pels iemenites, l'emir de Qúrtuba, Abd-ar-Rahman I, va enviar Abd-al-Màlik a la ciutat de l'Ebre i aquest va obtenir la lleialtat del valí.